# 上海公交隧道一线
隧道一线是上海市的一条由浦东上南运营的过江公交线路。前身为1980年1月1日汽车五场开通的隧道专线（打浦桥 - 昌里小区）。 2006年3月8日，线路延伸至三林世博家园。

## 线路走向
- 上行：自三林世博家园起经东书房路、高青路、浦三路、成山路、邹平路、南码头路、昌里东路、昌里路、洪山路、浦东南路、耀华路、打浦路隧道、中山南一路、打浦路、徐家汇路、肇嘉浜路至打浦桥止。
- 下行：自打浦桥起经肇嘉浜路、小木桥路、中山南二路、瑞宁路、打浦路隧道、长清路、耀华路、浦东南路、洪山路、昌里路、昌里东路、南码头路、邹平路、成山路、浦三路、大道站路、东书房路至三林世博家园止。